# Radermachera frondosa
Radermachera frondosa là một loài thực vật có hoa trong họ Chùm ớt. Loài này được Chun & F.C.How miêu tả khoa học đầu tiên năm 1958.